# Ferrovia Istriana
La ferrovia Istriana (in croato Istarske pruge, in sloveno Istrska železnica, in tedesco Istrianer Bahn) è una linea ferroviaria internazionale che collega la località di Divaccia, in Slovenia, a Pola, in Croazia, attraversando il territorio dell'Istria. Fino al 1966, rimase in funzione una diramazione che dalla città di Canfanaro portava a Rovigno.
Costruita durante il periodo in cui l'Istria era territorio dell'Impero austro-ungarico, attualmente l'infrastruttura della linea ferroviaria è di competenza dei due gestori nazionali: Slovenske železnice (Ferrovie slovene) per il tratto da Divaccia fino ad Acquaviva dei Vena, Hrvatske željeznice (Ferrovie croate) per quello fino a Pola.

## Storia
Fu progettata per motivi strategici dall'Impero austro-ungarico al fine di collegare attraverso ferrovia la piazzaforte militare di Pola con Vienna e Trieste. La linea era a scartamento ordinario e partiva dalla stazione di Divaccia, posta sulla Vienna-Trieste, allo scopo di consentire un collegamento sicuro dalle possibili incursioni via mare. Essa attraversava zone interne della penisola istriana fino a raggiungere i porti di Rovigno e Pola.
Le difficoltà morfologiche dei territori da attraversare imposero la movimentazione di grosse quantità di materiali di riporto per realizzare le profonde trincee e gli alti rilevati che il tracciato scelto richiedeva. Tuttavia, per i caratteri strategici per i quali fu costruita, la linea finì per attraversare zone lontane dal mare e scarsamente popolate.
Fu costruita dalla società ferrovie statali istriane (Istrische Staatsbahn) e aperta all'esercizio il 20 settembre 1876. Il servizio passeggeri e merci fu affidato alla Südbahn che gestiva a quel tempo la Vienna-Trieste. Nel 1884, secondo altre fonti nel 1882, la linea passò in gestione alle Ferrovie imperial-regie dello Stato austriaco (KKStB).
Nonostante il tracciato risultasse periferico rispetto alla vita economica della penisola istriana, la linea riuscì nell'intento di togliere dall'isolamento le zone interne della penisola, incrementandone l'economia, seppur in modo modesto.
Dal 1887 presso la stazione di Erpelle-Cosina si attestò anche la ferrovia Trieste-Erpelle.
Dopo la prima guerra mondiale, a seguito dei Trattati di Saint-Germain-en-Laye (1919) e di Rapallo (1920), l'intera linea ferroviaria ricadde in territorio italiano e fu quindi esercita dalle Ferrovie dello Stato. Nel 1936 la diramazione per Rovigno fu chiusa e sostituita da autoservizio, ma nel 1941 a causa della guerra e del conseguente razionamento della benzina la diramazione fu riaperta. Nel secondo dopoguerra, con il Trattato di Parigi (1947), la linea divenne jugoslava e passò in gestione alle Jugoslovenske Železnice (JŽ).
Nel 1951 fu aperta la Lupogliano–Arsia.
Nel 1966 fu chiuso al servizio viaggiatori il ramo Canfanaro–Rovigno. Più volte se ne è proposto un recupero, senza giungere a risultati concreti. L'anno successivo fu aperta la strada ferrata che dall'impianto di Bresenza del Taiano (Prešnica) collega il porto di Capodistria.
Nel 1991, dopo la dichiarazione d'indipendenza di Slovenia e Croazia, la linea ferroviaria fu divisa dalle due nuove nazioni presso il valico di Acquaviva dei Vena (Rakitovec).
Una frana nel 2009 ha interrotto la linea per Arsia, che non è stata più ripristinata.
Nel 2013, dopo un decennale calo del traffico merci, ridotto a solo 23.000 tonn./anno, le Ferrovie Croate hanno cessato questo servizio. Pertanto la linea oggi è percorsa esclusivamente dalle automotrici del servizio locale passeggeri. Negli ultimi anni si sta tentando un rilancio della funzione transfrontaliera della ferrovia. Dopo la quasi totale chiusura di questo servizio nel 2014 (vi circolava una sola coppia di treni estiva), si è assistito ad un progressivo ripristino, con due coppie di treni giornaliere in coincidenza a Pinguente (Buzet) nell'orario 2017-2018, in aggiunta alla coppia diretta stagionale estiva.

## Caratteristiche
La linea ferroviaria è interamente a singolo binario a scartamento ordinario da 1.435 mm.
È elettrificata a corrente continua a 3000 volt nel tratto Divaccia – Bresenza in quanto necessario al trasporto di merci proveniente dalla linea per Capodistria, anch'essa elettrificata con le medesime caratteristiche. Il resto del tracciato è privo di elettrificazione, per cui la trazione è svolta da locomotori diesel.

## Percorso

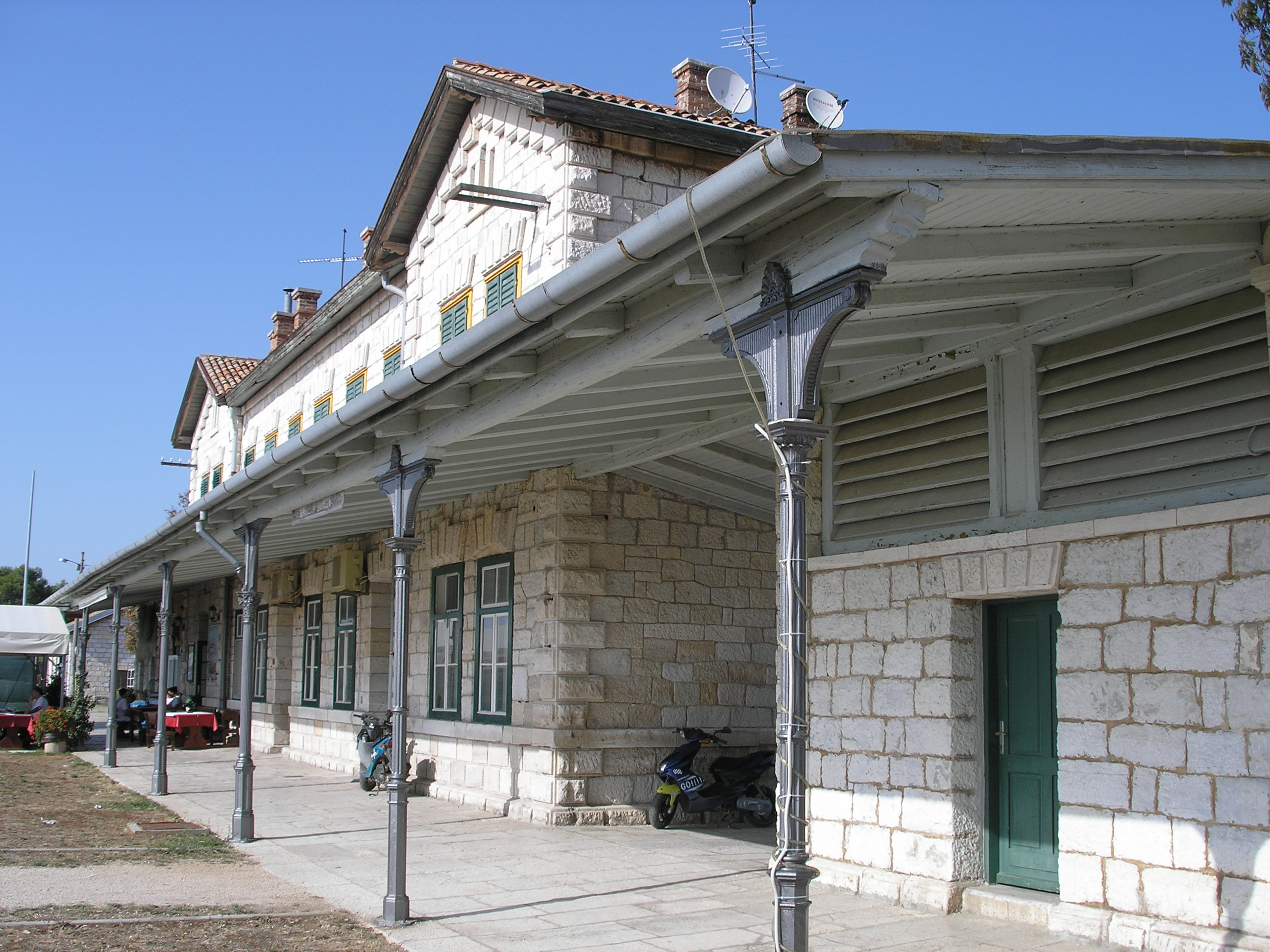
La vecchia stazione di Rovigno

|  | Unknown route-map component "STR+l" | Unknown route-map component "CONTfq" |

| Station on track |

| Unknown route-map component "CONTgq" | Junction both to and from right |  |

| Unknown route-map component "exLCONTgq" | Unknown route-map component "eABZgr" |  |

| Unknown route-map component "SKRZ-Au" |

| Station on track |

| Station on track |

| Unknown route-map component "exCONTgq" | Unknown route-map component "eABZgr" |  |

| Stop on track |

| Unknown route-map component "CONTgq" | Unknown route-map component "ABZgr" |  |

| Station on track |

| Stop on track |

| Station on track |

| Unknown route-map component "GRZq" + Restricted border on track |

| Station on track |

| Stop on track |

| Station on track |

| Stop on track |

| Station on track |

|  | Unknown route-map component "eABZgl" | Unknown route-map component "exCONTfq" |

| Stop on track |

| Enter and exit short tunnel |

| Station on track |

| Station on track |

| Stop on track |

| Small bridge over water |

| Station on track |

| Non-passenger station/depot on track |

| Stop on track |

| Station on track |

| Stop on track |

| Stop on track |

| Station on track |

| Unknown route-map component "SKRZ-Ao" |

| Unknown route-map component "exCONTgq" | Unknown route-map component "eABZgr" |  |

| Stop on track |

| Stop on track |

| Unknown route-map component "eHST" |

| Stop on track |

| Stop on track |

| Station on track |

| Stop on track |

| Stop on track |

| Unknown route-map component "eHST" |

| Unknown route-map component "exKINTaq" | Unknown route-map component "eABZg+lr" | Unknown route-map component "exKINTeq" |

| Unknown route-map component "KBHFxe" |

| Unknown route-map component "exKINTe" |

| Unknown route-map component "CONTgq" | Unknown route-map component "STR+r" |  |

| Station on track |

|  | Unknown route-map component "xABZgl" | Unknown route-map component "CONTfq" |

| Unknown route-map component "exHST" |

| Unknown route-map component "exHST" |

| Unknown route-map component "exHST" |

| Unknown route-map component "exKBHFe" |